# 장덕철
장덕철(Jang Deok Cheol)은 대한민국의 보컬 그룹이다. 팀명은 멤버들의 이름에서 한 글자씩을 따서 지었다.

## 음반 목록

### 미니 음반
| 순서 | 음반 정보                          | 트랙 리스트                                                                     |
| ---- | ---------------------------------- | ------------------------------------------------------------------------------- |
| 1    | 《Group》 - 발매일: 2018년 7월 6일 | 1. 키덜트 (장&덕) 2. Take a picture (덕&철) 3. 예쁘다 (장&철) 4. 지각뮤직비디오 |

### 디지털 싱글
| 순서 | 음반 정보                                         | 트랙 리스트                                                                   |
| ---- | ------------------------------------------------- | ----------------------------------------------------------------------------- |
| 1    | 〈그때, 우리로〉 - 발매일: 2015년 1월 13일        | 1. 그때, 우리로                                                               |
| 2    | 〈읽지못한편지 (反送)〉 - 발매일: 2015년 7월 23일 | 1. 읽지못한편지 (反送) 2. 읽지못한편지 (反送) (Inst.) 3. 그때, 우리로 (Inst.) |
| 3    | 〈꿈〉 - 발매일: 2015년 11월 13일                 | 1. 꿈                                                                         |
| 4    | 〈Memoless〉 - 발매일: 2016년 1월 22일            | 1. 기억뮤직비디오 2. 기억 (Inst.)                                             |
| 5    | 〈그날처럼〉 - 발매일: 2017년 11월 28일           | 1. 그날처럼뮤직비디오 2. 그날처럼 (Inst.)                                     |
| 6    | 〈알았다면〉 - 발매일: 2018년 12월 20일           | 1. 알았다면뮤직비디오 2. 알았다면 (Inst.)                                     |

### OST
| 순서 | 음반 정보                                             | 트랙 리스트                     |
| ---- | ----------------------------------------------------- | ------------------------------- |
| 1    | 《황후의 품격 OST Part 1》 - 발매일: 2018년 11월 28일 | 1. 어땠을까 2. 어땠을까 (Inst.) |

## 수상
- 2015년 전국영상가요제 1위
- 2018년 올해의 브랜드 대상

## 논란
2017년 11월 28일 발매된 이들의 다섯 번째 디지털 싱글 〈그날처럼〉은 2017년 12월 29일 음악을 소개하는 한 페이스북 페이지에 소개되면서 큰 인기를 끌었고, 2018년 초 각종 음원 차트에서 1위를 기록하였다. 〈그날처럼〉의 역주행 현상은 방송 매체나 ‘직캠’ 영상 등의 계기 없이 오직 SNS를 기반으로 한 것이었기 때문에, SNS를 제외한 매체에서의 노출 없이 이별이라는 보편적인 주제가 청자에게 인기를 끈 것이라고 분석되었다. 그러나 2018년 4월 같은 소속사인 리메즈 엔터테인먼트의 가수 닐로의 〈지나오다〉가 비정상적인 역주행 현상을 보이고, 해당 소속사에서 운영하는 여러 페이스북 페이지를 통하여 곡을 홍보하였던 사실이 알려지면서, 장덕철의 역주행도 비슷한 바이럴 마케팅을 사용하지 않았냐는 의혹이 제기되었다.
장덕철은 〈그날처럼〉과 관련하여 제기된 의혹에 대하여 모두 부정하였다. 한편 이들은 〈그날처럼〉의 차트 진입 이전, 2015년의 데뷔곡인 〈그때, 우리로〉도 2017년 중 음원 차트에 진입하는 ‘역주행’을 겪은 바 있다.